# Socha svatého Jana Nepomuckého (Police nad Metují)
Socha svatého Jana Nepomuckého je situována v Kostelní ulici, při čp. 107 v Polici nad Metují v okrese Náchod. Socha je chráněna jako kulturní památka od 3. 5. 1958. Národní památkový ústav tuto sochu uvádí v katalogu památek pod rejstříkovým číslem ÚSKP 25817/6-1850.